# 일렉트로 (로봇)

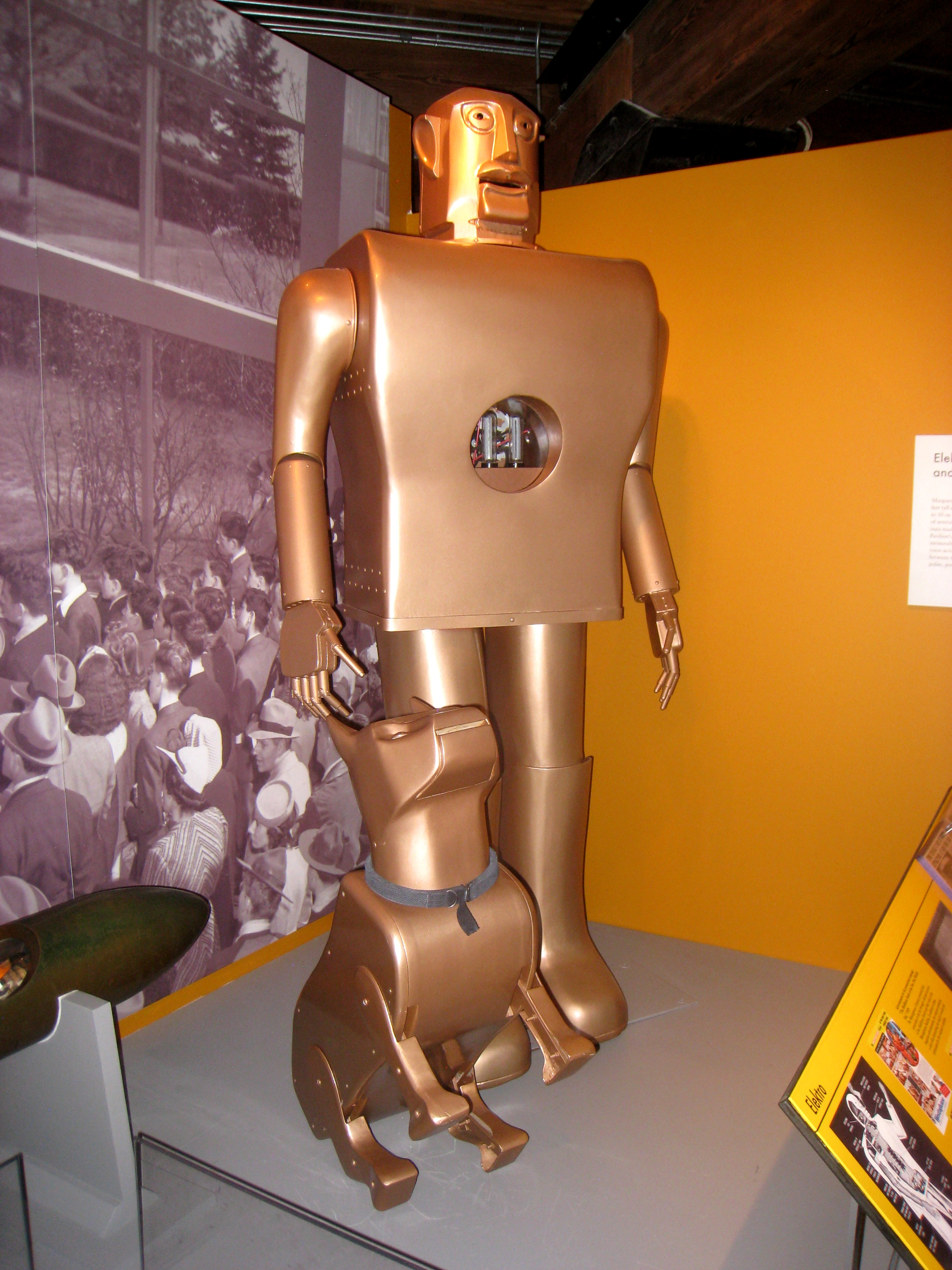

일렉트로(Elektro)는 미국 피츠버그에 소재한 웨스팅하우스 사(社)가 1937년과 38년 사이 오하이오 주 맨스필드에서 만들어낸 로봇의 별명이다. 이 로봇은 7피트(약 2미터) 높이에 265파운드(약 120 킬로그램)의 무게로, 겉모습은 휴머노이드의 형태로 음성명령에 의해 보행이 가능했으며 (78 RPM의 레코드 플레이어를 통해) 700단어 가량을 말할 수 있었다. 이 로봇은 또한 담배를 피울 수 있었으며 풍선을 터트릴 수도 있었고 팔과 머리를 움직일 수 있었다. 일렉트로의 동체는 금속 기어, 캠, 모터가 달린 골격구조로 되어있었으며 이 구조는 알루미늄 판으로 덮여있었다. 일렉트로의 "눈"은 녹색과 적색을 구분할 수 있었다. 이 로봇은 1939년 뉴욕 세계박람회에 출품되었고 이듬해인 1940년에는 스파코(Sparko)라는 이름의 로봇견과 함께 출품되었다. 이 로봇견은 짖기와 앉기, 재롱부리기가 가능했다.
1950년, 일렉트로는 웨스팅하우스 사의 홍보를 위해 북미지역을 순회하였고, 1950년대 말과 1960년대 초에는 캘리포니아 베니스에 있는 퍼시픽 오션 파크(Pacific Ocean Park)에 전시되었다. 일렉트로는 1960년 개봉한 영화 Sex Kittens Go to College에 씽코(Thinko)라는 이름으로 출연하기도 하였다. 일렉트로의 머리는 1960년에 회사를 그만두는 웨스팅하우스의 엔지니어에게 주어졌으며 몸체는 고철로 판매되었다.
1992년, 댄스음악 밴드인 Meat Beat Manifest가 "Original Control (Version 2)"라는 곡에 일렉트로가 재생할 수 있었던 문장들 중의 일부인 "I am Elektro"나 "My brain is bigger than yours"를 포함시켰다. 한편 일렉트로는 고철더미 가운데서 사라지지 않고 보존되어 잭 윅스(Jack Weeks)에 의해서 복원 중에 있다. 일렉트로는 현재 맨스필드 메모리얼 뮤지엄이 소유하고 있다.